# Krsto A. Mažuranić
Krsto A. Mažuranić (Crikvenica, 1. rujna 1942. – Samobor, 21. prosinca 2012.) hrvatski književnik, prevoditelj, urednik, središnja osoba hrvatskog fandoma i SF scene. Poznat pod nadimcima ili pseudonimima Friendly Alien, Glambrlja, Dobri Dotepenec, K. P. Božičković.

## Životopis
Krsto Anton Mažuranić rođen je u Crikvenici 1942. godine, s obitelji seli se u Zagreb 1943. godine. Pohađa pučku školu u Stenjevcu, osmogodišnju (druga 4 razreda) u Vrapču. Svršava IV. gimnaziju (engleski, latinski) 1961. godine, kad upisuje dvopredmetno anglistiku i psihologiju na Filozofskom fakultetu u Zagrebu. Zapošljava se na Aerodromu Zagreb 1970. godine, iste godine prelazi u ELKU gdje radi do 1980. godine kao inokorespondent/prevoditelj/tumač/šef INDOK službe (informacijsko-dokumentacijska). Oženio se Vlastom r. Frgić 1969. godine, kći Vesna mu se rodila 1972. godine. S obitelji seli u Samobor 1974. godine. Sin Vedran rođen je 1979. godine.

## ZF rad
Suosnivač je Sekcije za znanstvenu fantastiku ARKZ-a (Astronautički i raketni klub “Zagreb”) 1976. godine, kao službeni datum uzet je 4. veljače 1976. godine. U tada novoosnovanom Siriusu pomoćnik je urednika (Borivoj Jurković), te recenzent i vanjski suradnik od 1976. do 1983. godine; urednik je Parseka za 1978. godinu, Euroconskog vodiča BALLCON PROGRAMME BOOKLET 1986. godine; glavni i odgovorni urednik (od milja glodur) Future 1993. – 1997. godine; urednik je SF&F edicije »Lukom« 1996. – 2001. godine.
Kad se Sekcija za znanstvenu fantastiku 1977. godine preselila u Dom kulture Pešćenica u Ivanićgradskoj ulici postaje SFera, Krsto Mažuranić izabran je za prvog predsjednika kluba. Sudjelovao je na Osnivačkoj skupštini WorldSF u Dublinu 1978. godine, potaknuo je na osnivanje ZF-klubova: 1990. godine "GNUS" u Samoboru, 1994. godine "SFinga" u Kutini; 1994. godine obnovu ZF-klubova: "Gaia" u Osijeku i "Dr. Branko Belan" u Splitu. Potaknuo je obnovu ogranka Matice hrvatske 1990. godine u Samoboru; nakratko je rizničar, potom član UO Ogranka do 1994. godine. Pisao je kolumnu "Glambrlja" u Futuri 1996. – 1998. godine, u Glasu Samobora 1998. – 1999. godine. Objavljivao je svake godine humoresku u fašničkim novinama Ričet od 2007. godine nadalje. Pisao je humoristične, fannish tekstove u fanzinima: Ansible, Anvil, Fucking Animals and Things, Holier Than Thou, Mimosa, Mad 3Party, Martial Rats, The Monthly Monthly.
Objavio je pripovijetke "Recept milostive Adelije" u Siriusu broj 62 (pretiskana u Futuri broj 6), pod pseudonimom "K. P. Božičković": "A Two-Dimensional Martian" u Ball Bearingu broj 1 (kolovoz 1982. godine); humoresku na engleskome My Southerness u The Southern Fandom Confederation Bulletinu broj 5 (srpanj 1989. godine) prijevod na hrvatski objavljen je kao "Moje južnjaštvo" u Futuri broj 56 u svibnju 1997. godine, "Kako pogoniti kompjuter mišjom energijom" objavljena je u Ričetu broj 4 u veljači 2010. godine.
Prikladno je spomenuti osim članstva u domaćim udrugama Matici Hrvatskoj Ogranak Samobor i doživotnom počasnom članstvu u SFeri, Krsto je bio član brojnih stranih društava: WorldSF (suosnivač) od 1978., WSFS (World Science Fiction Society) od 1979. godine; SFPA (Science Fiction Poetry Association) 1980. – 1984.; SFFWA (Science Fiction & Fantasy Writers of America) od 1981. godine; SFC (Southern Fandom Confederation) od 1989.; IBA (International Biographical Association) od 1987.; IBC Advisory Council & Research Bord od 1990.; ABI (American Biographical Institute) od 1992. godine.

### Citati
Ove gornje crtice mogu prikazati čime se sve Krsto bavio, ali ne govore jasno tko je on bio. Neka Krsto sam to kaže:
maštu da uđete u formu, i ČEKAJTE upute u sljedećem broju. 2. Kaže se: tko zna, piše; tko ne zna, odlazi u kritičare i urednike. Evo, ja napiso, pa sam čist od zlobna prigovora. / Inače, tu je moju umotvorinu pripustio tisku jedan drugi urednik tamo davne 1981., a bio sam je napisao iz istog razloga samoobrane. ... S time u vezi, ovo je važno: svi koji možete sastaviti pismo na
engleskom napišite par rečenica Robertu Silverbergu adresirano na FUTURU: koje ste dobi, čime se bavite, zatim koliko vam je važno u životu čitati esef, kako vam se svidjela njegova pripovijetka
/ pa taman i da nije/, i ZAHVALITE mu što ju je uopće napisao, a posebno što je dozvolio da je vi pročitate u FUTURI. Ovo shvatite ozbiljno i ne budite lijeni. Mi ćemo pisma proslijediti, a on će
Robert Silverberg bio je gost SFeraKona 1999. godine. I objašnjenje pojma glambrlja:
Krsto nije bio urednik SF časopisa samo zbog ljubavi prema žanru, znao je osim engleskoga dobro gramatiku i hrvatskoga jezika, naročito padeže:
Što je Krsto mislio o tuđicama u hrvatskome jeziku:

## Nagrade i priznanja
- WorldSF-ov "Karel" za kvalitetno prevođenje SF-a (u Linzu 1982. godine)
- "Harrison's" za međunarodno promicanje SF-a 1983. godine
- Diploma Turističkog saveza Zagreba 1983. godine
- Medalja Susreta pisaca, Fayence 1985. godine
- Zlatna zahvalnica SFere 1986. godine
- "Crobula" 1994. godine
- SFERA za životno djelo 1996. godine